# 小花羊耳蒜
小花羊耳蒜（学名：Liparis platyrachis），为兰科羊耳蒜属下的一个植物种。